# Донже (Мозел)
Донже (фр. Donjeux) насеље је и општина у североисточној Француској у региону Лорена, у департману Мозел која припада префектури Шато Сален.
По подацима из 2011. године у општини је живело 94 становника, а густина насељености је износила 28,92 становника/km². Општина се простире на површини од 3,25 km². Налази се на средњој надморској висини од 153 метара (максималној 275 m, а минималној 219 m).

## Демографија
| 1962. | 1968. | 1975. | 1982. | 1990. | 1999. | 2011. |
| ----- | ----- | ----- | ----- | ----- | ----- | ----- |
| 50    | 52    | 44    | 57    | 103   | 123   | 94    |

График промене броја становника у току последњих година